# 프리드리히 에베르트
프리드리히 에베르트(Friedrich Ebert, 1871년 2월 4일 ~ 1925년 2월 28일)는 독일의 정치인으로 바이마르 공화국의 초대 대통령을 역임했다. 1913년 독일 사회민주당에 입당하면서 당수가 되었다. 1919년 로자 룩셈부르크와 칼 리프크네히트가 주축이 된 스파르타쿠스단의 공산주의 혁명 세력을 무너뜨리고 대통령이 되어 베르사유 평화 조약에 조인하였다. 그는 독일이 더 진보하려고 하면 무리해서 실패할 것이고 보수 세력이 더 옛날로 되돌릴 거라 주장했다. 저서로 <전쟁과 목적> 등이 있다. 그의 아들인 프리드리히 에베르트 또한 정치인으로 독일민주공화국(동독) 시대에 정치인으로 활동했다.

## 생애

### 생애초기
1871년 하이델베르크에서 재봉사의 아들로 태어났다. 유년시절 그는 대학교에 진학하고 싶었으나, 가난했기 때문에, 대학교에 입학할 수 없었다. 때문에 마구 제조업을 배워 마구 제조업자로서 독일 전역을 돌아다녔다. 곧 사회민주당(SPD)에 입당하여 노동조합주의자가 되었는데, 그는 수정주의적이고 점진적이며 자유주의적인 '노동조합' 사회주의를 대변하게 되었다. 마르크스주의의 이데올로기 투쟁에는 별 관심을 보이지 않았다. 그는 독일 노동자계급의 생활수준을 높여서 혁명을 안 일으키게 만들어야한다고 주장했다.

### 정치활동

#### 사회민주당 정치활동
1905년에 그는 독일 사회민주당의 사무총장이 되었다. 당시 사회민주당의 당원과 지지율은 꾸준히 증가하고 있었으며, 얼마간의 물질적인 자산과 재산을 축적하게 되었다. 그는 당의 행정체제를 혁신하면서 타자기를 도입했고 당사수색을 염려해 갖추어놓고 있지 않던 서류함들을 구비했다. 1913년 아우구스트 베벨의 뒤를 이어 사회민주당의 당수가 된 그는 독일 사회민주주의 운동의 영향력을 확대시켰다. 특히 1914년 8월 3일에는 정부의 전쟁충당금 지출을 지지하도록 사회민주당원들을 설득했다. 그러나 독일 사회민주당은 민족주의적 감정이 국제주의적 이상보다 더 강했다는 점에서 다른 유럽 국가의 사회당들과 다르지 않았다. 에베르트가 이끄는 다수파 사회민주당은 조국의 전쟁정책을 무조건 지지했다. 사회민주당은 평화정책을 주장하지 않았을 뿐만 아니라 이를 정부에게 강제할 만한 권력도 가지고 있지 않았다. 결국 독일이 전쟁에 패배하면서 사회민주당의 전후정책도 붕괴되었다. 에베르트의 온건한 노선으로는 사회민주당을 오랫동안 장악할 수 없었다. 1917년 3월 당내의 좌파는 독일 독립사회민주당(USPD)으로 분당하여 전쟁충당금 지출과 전쟁정책을 격렬히 비난했으며, 사회민주당에서 이탈한 또다른 분파는 독일 공산당(KPD)을 결성했다. 사회민주당에서 떨어져나간 좌파들이 사회혁명을 추구하는 동안 에베르트의 사회민주당은 독일에서 의회민주주의를 확립하려고 노력했다. 이러한 그의 노력은 전쟁의 와중에서 사회민주당, 가톨릭 중앙당, 민주당(이전의 진보당) 연합, 즉 흑(黑)-적(赤)-황(黃)의 연합으로 나타났으며, 그 이름은 1848년 자유주의 혁명 기(旗)의 색깔에서 비롯되었다.
에베르트의 적극적인 협조를 받은 신정부는 바이마르 헌법을 예고하는 광범위한 헌정개혁을 통해 1918년 10월에 조직되었다. 이 신정부는 막스 폰 바덴 공(公)과 흑-적-황 연합이 주도했다. 더 이상 독일은 의회민주주의 개혁을 이루기 위한 어떠한 혁명도 필요하지 않았으며, 에베르트는 혁명의 발발을 막기 위해 그가 할 수 있는 모든 일을 했다. 그는 후에 막스 폰 바덴 총리에게 "나는 혁명을 증오합니다. 그것은 죄악과 같습니다"라고 말했다. 그러나 1918년 11월 혁명은 발생했고 그것은 공화국이나 민주주의, 혹은 사회주의를 출현시키려는 의도에서 일어난 것이 아니었다. 거의 모든 독일인에게 있어서 혁명은 단지 하나의 목표, 즉 평화일 뿐이었다. 옳든 그르든 독일 국민은 황제 빌헬름 2세가 독일의 평화를 보장할 수 없을 것이라고 생각했다.

#### 독일 혁명기(1918~1919)와 바이마르 공화국 수립
혁명은 휴전되기 3일 전에 일어났다. 베를린에서 혁명이 성공한 날인 11월 9일 총리인 막스 폰 바덴 공은 직권을 이용하여 에베르트에게 총리직을 맡아줄 것을 요청했다. 그때까지도 황제를 위한 섭정체제의 구성을 희망했던 그가 실제로 총리직을 수행한 것은 단 하루였다. 11월 10일 그는 혁명을 '기정사실'로 인정하면서 독일 사회민주당(SPD)과 독일 독립사회민주당(USPD)의 대표를 중심으로 완전한 소비에트 정부를 구성했다. 자칭 인민대표위원회는 노동자·병사위원회의 이름으로 권위를 행사하면서, 인민대표위원회가 독일과 독일 공화국을 대변한다고 주장했지만, 인민대표위원회는 사실 베를린에 있는 공장과 연대(聯隊)에서 다소 자의적으로 선출된 인사의 집합에 불과했다. 에베르트는 인민대표위원회와 노동자·병사위원회의 권력을 가능한 한 빨리 자유롭게 선출된 독일 의회에 이양시키기로 결심했다. 권력에 있어서 그는 사회주의 정권보다는 자유주의적인 연립정부가 형성되기를 희망했다. 1919년 1월 선거에서 흑-적-황 연합은 85% 득표하여 다수당이 되었다. 에베르트의 당 동료 필리프 샤이데만이 이끄는 바이마르 공화국 초대 정부는 흑-적-황 연합 세력인 3당을 기초로 구성되었다. 또한 흑-적-황 연합은 독일의 신헌법, 즉 바이마르 헌법(신헌법의 명칭은 그것이 기초된 도시의 이름에서 따옴)을 제정했다. 에베르트는 흑-적-황 연합을 형성한 3당의 지지를 얻어 바이마르 공화국 초대 대통령으로 선출되었다.

#### 바이마르 대통령 시절

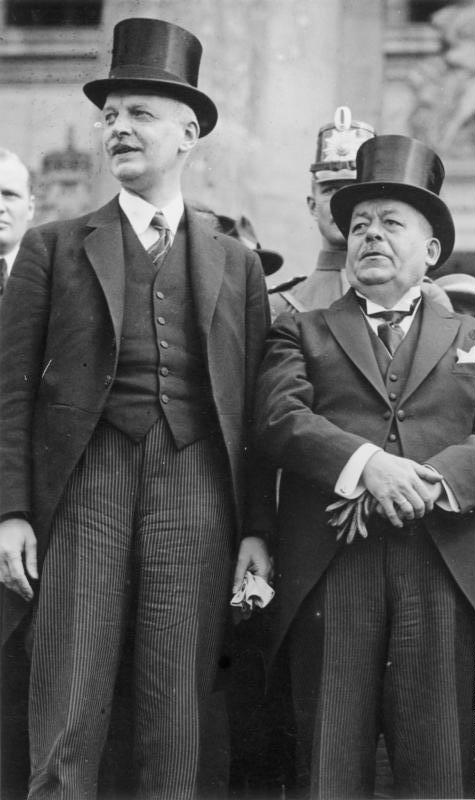
1923년 빌헬름 쿠노와 에베르트(오른쪽)

에베르트와 헌법학교수이며 바이마르 헌법의 기초자인 후고 프로이스는 지역정부가 연결되어있는 라이히 체제를 없에고 그러나 구(舊)독일 국가들(Länder)은 통일국가(Einheitsstaat)를 수립하려는 에베르트와 프로이스의 계획을 저지하는 데 성공했다. 특히 프로이센은 계속해서 별개의 국가(land)로 남아 있었고 당시까지도 구독일의 주축을 이루고 있던 집단과 세력의 권력은 손상되지 않은 채 그대로 있었다. 왜냐하면 에베르트가 대통령으로 있던 초기 몇 년 간 바이마르 공화국은 에베르트의 동료였던 좌파 사회주의자와 공산주의자에 대항해 피비린내 나는 내전을 벌였기 때문이었다. 바이마르 공화국은 공산주의와의 내전으로 그 힘을 소진했으므로 공화국의 영구적인 토대를 마련하기 위해서 구독일 제국을 근본적으로 변화시킬 만한 여력이 남아 있지 않았다. 노동자들은 민주공화국을 보호하기 위해 무장하려고 들지 않았다. 그래서 에베르트와 그의 동료 구스타프 노스케 국방장관은 의용단(Freikorps)을 모집했다. 대부분 구독일 제국 군대의 장교로 구성된 의용단은 공산주의자의 반란을 진압했지만 그러한 진압은 공화국에 대한 애정이 아니라 공산주의에 대한 증오에서 나온 것이었다. 후에 구장교부대는 공화국 군대인 국방군(Reichswehr)의 주력부대가 되었다. 이와 함께 장교계급, 구관료, 엘베 강 동쪽의 토지귀족인 융커 계급 역시 혁명에서 살아 남았으며, 그들은 대토지와 사회적·정치적 영향력을 그대로 유지할 수 있었다.
1920년 6월 6일 바이마르 공화국 제1대 의회선거에서 흑-적-황 연합은 패배했고 이후 그 패배를 만회할 기회는 다시 주어지지 않았다. 선거에서 참패한 후 사회민주당은 독일에서 지배적 위치를 점유할 수 없었고 그의 권력기반도 사라져버렸다. 사회민주당의 패배는 베르사유 조약의 직접적인 결과였는데, 당시 에베르트를 포함한 독일인들은 베르사유 평화조약이 독일의 파괴를 목적으로 하고 있다고 생각했다. 선거의 결과로 인해 흑-적-황 연합은 자신감을 상실했으며, 그것은 비록 독일의 국력과 안정에는 아무런 영향을 끼치지 않았지만 바이마르 공화국에는 치명적인 것이었다.
베르사유 평화조약의 첫 결과는 바이마르 공화국에 대항한 쿠데타로 나타났다. 카프 폭동(Kapp Putsch)으로 불리는 이 쿠데타는 1920년 3월 13일에 일어났는데 쿠데타의 주동자는 베르사유 평화조약에 의해 해체하기로 되어 있던 의용단과 국방군 내의 급진적인 민족주의자 집단이었다. 쿠데타의 리더인 지방관료 볼프강 카프는 군주제의 부활을 계획했다. 쿠데타는 며칠만에 진압되었으나 에베르트가 기대했던 군대와 사회민주당 간의 화해는 이루어지지 않았다. 곧이어 정부는 거의 치명적인 위기를 맞았다. 1923년 1월 독일이 베르사유 평화조약의 배상금 조항이 규정한 석탄 인도를 이행할 수 없다고 선언하자 배상금 문제의 확실한 해결을 바라던 프랑스는 루르 지역을 점령했다. 대부분의 독일인과 마찬가지로 에베르트는 국민적 반대와 루르 지역의 총파업을 지지했으며, 그 결과 외국의 군사지배는 저지되었다. 그러나 파업으로 인해 수백만 명의 실업자가 양산되고, 인플레이션은 엄청난 비율로 증가하는 등 독일에는 심각한 사회적·정치적 위기가 초래되었다. 아돌프 히틀러는 바이에른에서 거의 권력을 잡기에 이르렀다. 루르 총파업 전날 총리에 임명된 무소속 출신 빌헬름 쿠노는 에베르트가 특별히 신임하는 사람이었지만 위기상황의 해결에는 도움이 되지 못했다. 쿠노의 뒤를 이은 중도우파 인민당의 구스타프 슈트레제만이 이 위기를 수습했다. 처음에 슈트레제만의 임명을 주저했던 에베르트는 그를 조심스럽게 대했으나 나중에는 전폭적인 지지를 보냈다.
에베르트는 자기가 소속되어 있는 사회민주당을 맹렬히 비난하면서 슈트레제만의 우익화 경향을 옹호했다. 에베르트의 이러한 태도는 흑-적-황 연합의 해체를 가져왔고, 1923년 11월 슈트레제만 총리는 사임했다. 이로써 에베르트가 이끄는 사회민주당은 이후 몇년 동안 독일의 정치에 적극적으로 참여할 수 있는 길을 스스로 없애버린 셈이다.
독일의 통일은 유지되었다. 인플레이션은 화폐개혁을 통해 진정되었으며 배상금문제는 미국의 배상금감축 제안에 의해 어느 정도 해결을 보았다. 루르 지방의 군대 철수도 가시화되었다. 그러나 많은 우파 독일인들은 그에 대한 중상모략을 계속했다. 1924년 12월 마그데부르크 배심재판의 판사들은 최소한의 합법적 견지에서 전쟁동안 에베르트의 행위, 즉 그가 군수노동자의 파업을 지지한 행위에 반역죄를 선고했다. 이 재판의 와중에 에베르트는 맹장염 치료를 소홀히 하여 1925년 2월 28일 사망하였고 자신의 고향인 하이델베르크에 안장됐다.
1925년 4월 26일에는 1차대전 중 타넨베르크 전투 대승의 주역인 파울 폰 힌덴부르크(1847-1934)가 2차 결선투표를 통해 바이마르 공화국의 제2대 대통령에 당선됐다.

## 역대 선거 결과
| 선거명      | 직책명        | 대수 | 정당            | 득표율 | 득표수 | 결과 | 당락 |
| ----------- | ------------- | ---- | --------------- | ------ | ------ | ---- | ---- |
| 1919년 선거 | 독일의 대통령 | 1대  | 독일 사회민주당 | 73.1%  | 277표  | 1위  |      |

## 참고 자료
- 이 문서에는 다음커뮤니케이션(현 카카오)에서 GFDL 또는 CC-SA 라이선스로 배포한 글로벌 세계대백과사전의 내용을 기초로 작성된 글이 포함되어 있습니다.